# Луценко Сергій Віталійович
Луценко Сергій Віталійович (5 липня 1960) — Народний депутат України VI скликання від НУ-НС. Керівник підприємства ПРИВАТНА ФІРМА «ІНФО-ЦЕНТР» (м. Рівне).
Батько — Луценко Віталій Іванович, брат — Луценко Юрій Віталійович.
Освіта вища.
Зареєстрований ЦВК нардепом від НУ-НС 11 липня 2012 р.
Дата набуття депутатських повноважень: 06 вересня 2012р. 
Дата припинення депутатських повноважень: 12 грудня 2012р. 